# درمره
درمره، روستایی از توابع بخش شاهیوند شهرستان چگنی در استان لرستان ایران است.

## جمعیت
این روستا در دهستان کشکان قرار دارد و براساس سرشماری مرکز آمار ایران در سال ۱۳۸۵، جمعیت آن ۶۵۶ نفر (۱۳۰خانوار) بوده‌است.

## قرآن جلدسیاه: جاذبۀ دینی و مذهبی
یکی از جاذبه‌های مذهبی معروف بخش شاهیوند شهرستان چگنی، یک جلد قرآن خطی قدیمی مشهور به جلدسیاه (جَلسی) است که در منزل یکی از اهالی روستای درمره نگهداری می‌شود. مردم زیادی برای مصحف جلدسیه احترام قائلند و بدان سوگند می‌خورند. قدمت دقیق این نسخه طبق تحقیق محمد حسن‌پور گوهری (محقق نسخ خطی) به دورۀ قاجاریه می‌رسد زیرا مطابق تاریخ مندرج در انتهای نسخه، در زمان سلطان فتحعلی شاه قاجار (متوفای ۱۲۵۰ق) در پانزدهم جمادی‌الثانی ۱۲۴۸ هجری قمری کتابت شده بوده است. قدمتی کمتر از دویست سال که ناقض باور مردم محلی مبنی بر انتساب آن به علی بن حسین است. سبک و خط نسخه نیز با آن ادعا در تضاد است.